# Kleifarvatn
Il lago Kleifarvatn si trova in Islanda, nella parte centro-meridionale della penisola di Reykjanes; è il lago maggiore della regione e uno dei più profondi del paese, con 97 m. Il lago è circondato da numerose sorgenti termali e solforiche, la più famosa e suggestiva delle quali è quella di Krýsuvík. Una leggenda narra che nelle sue acque vi sia un mostro dalle fattezze di serpente e dalle dimensioni di una balena.
A seguito di due grandi terremoti del 2000, si è aperta una faglia nella zona nord ovest del bacino, che ha causato la diminuzione del livello dell'acqua della superficie del lago (che è diminuita anche del 20%), lasciando scoperto un terreno brulicante di sorgenti in ebollizione, traccia di un antico vulcano sonnecchiante. In seguito la fessura si è richiusa e il lago è tornato alla sua precedente estensione.
Il lago non è alimentato da fiumi, ma da modeste sorgenti calde che costellano le rive e dalle precipitazioni. Il paesaggio intorno è arido e presenta pittoresche formazioni di roccia.
Alcuni dei laghi minori che circondano il Kleifarvatn mostrano evidenti i segni del vulcanismo: è il caso ad esempio del Grænavatn, il Lago Verde, che presenta un colore verde acceso. Poco distante si trova il cratere Eldnorg. A nord del Kleifarvatn si trova Bláfjöll, le Montagne Blu che, alte 700 m, da novembre a maggio diventano un'importante meta sciistica.